# Schizanthus
Genre
Classification APG III (2009)
Schizanthus est un genre végétal de la famille des Solanaceae.

## Liste d'espèces
Selon NCBI (15 févr. 2012) :
- Schizanthus alpestris
- Schizanthus candidus
- Schizanthus grahamii
- Schizanthus hookeri
- Schizanthus integrifolius
- Schizanthus lacteus
- Schizanthus laetus
- Schizanthus litoralis
- Schizanthus parvulus
- Schizanthus pinnatus
- Schizanthus porrigens
- Schizanthus tricolor
- Schizanthus × wisetonensis